# Dolentium Hominum
Dolentium Hominum (Latijn voor Menselijk Lijden) is een bij motu proprio uitgegeven brief van paus Johannes Paulus II van 11 februari 1985 strekkende tot oprichting van de Pauselijke Raad voor het Pastoraat in de Gezondheidszorg. In de brief stelt de paus dat de kerk zich niet alleen altijd al heeft beziggehouden met de ziekenzorg, maar ook met alle ethische aspecten verbonden aan ziekte en lijden. Het doel van de door hem ingestelde raad was dan ook enerzijds het ondersteunen van de werkers in de gezondheidszorg, anderzijds het verspreiden van de leer van de kerk aangaande de morele en ethische aspecten van ziekte en van - wat de paus noemt - het mysterie van het lijden. De Raad geeft ook een tijdschrift uit, dat eveneens Dolentium Hominum is geheten.